# TOYOTA SUPER WORLD COUNTDOWN
TOYOTA SUPER WORLD COUNTDOWN（トヨタ・スーパー・ワールド・カウントダウン）は、TOKYO FMをキーステーションにJFN加盟36局で2000年から2001年まで放送されたランキング音楽番組。トヨタ自動車の一社提供。
なお、文化放送で放送していた同じトヨタ提供の『TOYOTA SUPER COUNTDOWN 50』（現：FRIDAY SUPER COUNTDOWN 50）と番組タイトルが少し似ているが、同番組とは無関係である。

## 概要
1994年から6年にわたって続いた『TOYOTA WEEKLY ALBUM TOP10』の後継番組として2000年4月1日、カウントダウンステーション第3部枠（毎週土曜日15：00-15：55）で放送開始。東京・渋谷パルコにあるTOKYO FM渋谷スペイン坂スタジオから生放送された。パーソナリティは『WEEKLY ALBUM TOP10』最末期のパーソナリティを務めた川上真二と有坂来瞳のコンビが引き続き担当。
番組では、邦楽最新シングルのトップ10と、洋楽のランキングであるU.Sチャート（ビルボード）、UKヒットチャートのトップ10のランキング3要素を毎週発表していた。また、毎回ゲスト1組がスタジオに登場し、最新曲や最新アルバムの魅力、今後の意気込みなどについて川上・有坂とトークを展開するものでもあった。なお、ゲストによってはスペイン坂スタジオ前にファンが殺到することも多かった。
なお、当時のJFN加盟各局中FM三重では最後までネットされなかった。
2001年9月29日を以て番組は終了する。翌週10月6日より後番組『TOYOTA SOUND IN MY LIFE』に引き継がれ、本番組から引き続き、川上・有坂のコンビが初代パーソナリティを務めた（2002年春まで）。

## 主なチャート1位獲得曲
2001.9.29（最終回）
- JAPANチャート1位：「ひとひらの自由」（GLAY）
- U.S.チャート1位：「Fallin'」（アリシア・キーズ）
- U.K.チャート1位：「Can't Get You Out Of My Head」（カイリー・ミノーグ）

## ネット局
JFN36局ネット。
| - TOKYO FM（制作局） - AIR-G' - AFB - FM IWATE - Date fm - AFM - Boy-FM（現Rhythm station） - ふくしまFM - RADIO BERRY | - FMぐんま - FM-NIIGATA - FMとやま - HELLO FIVE - FM福井 - FM長野 - Radio80（2001年4月開局からネット、現FM GIFU） - K-mix - FM AICHI（現@FM） | - e-radio - FM OSAKA（現FM OH!） - V-air - FM岡山 - HFM - FMY - FM香川 be file 786 - FM徳島 - JOEU-FM | - Hi-Six - FM FUKUOKA - FMS - SMILE-FM（現FM Nagasaki） - FM中九州（FMK、現エフエム・クマモト） - Air-Radio FM88 - JOY FM - μFM - FM沖縄 |

### ネットされなかった局
- FM三重（該当時間枠に自社制作番組を放送していたため。）[2]